# Овуда ће проћи пут
Овуда ће проћи пут  је српски филм из 2023. године по сценарију и у режији Нине Огњановић.
Београдска премијера филма је одржана на 51. Фесту. 

## Радња
Једна неочекивана посета из корена мења живот малог изолованог места у Србији. Осамнаестогодишња Јана ће учинити све да спаси странца за којег је мислила да ће је одвести далеко одатле...

## Улоге
| Глумац              | Улога |
| ------------------- | ----- |
| Јана Бјелица        | Јана  |
| Златан Видовић      | Нови  |
| Светозар Цветковић  |       |
| Ева Рас             |       |
| Брана Стефановић    |       |
| Игор Филиповић      |       |
| Нинослав Ћулум      |       |
| Павле Чемерикић     |       |
| Владимир Максимовић |       |
| Марта Богосављевић  |       |
| Зоран Живковић      |       |
| Душан Ћуле Јовић    |       |

## Награде
- Слемденс, САД - Награда публике за најбољи дугометражни играни филм; Специјално признање жирија у категорији играни филм
- 7. Равно село филм фестивал - награда за најбољег дебитанта
- 5. Сомборски фестивал - награда за најбољи филм